# Benoît van Haeften
Benoît van Haeften (1588 - 31 juillet 1648) est un prévôt de l'abbaye d'Affligem et un auteur d'écrits religieux. C'est lui qui chargea Rubens et De Crayer de décorer l'église et le monastère à Affligem.

## Biographie
Benedictus van Haeften est un auteur bénédictin qui fut prévôt de l'abbaye d'Affligem. Il naquit à Utrecht en 1588, et mourut le 31 juillet 1648, à Spa, en Belgique, où il s'était rendu pour recouvrer sa santé.
Après des études de philosophie et de théologie à l'Université de Louvain, il entra à l'abbaye bénédictine d'Affligem en 1609, prononça ses vœux solennels le 14 mai 1611, et fut ordonné prêtre en 1613. Il retourna ensuite à Louvain pour poursuivre ses études théologiques, mais fut rappelé à son monastère, alors qu'il était sur le point de recevoir sa licence de théologie.
En 1616, il devint prieur et, en 1618, Matthias Hovius, archevêque de Malines, qui était en même temps abbé d'Affligem, le nomma prévôt de son monastère. Affligem à ce moment appartenait à la Congrégation de Bursfelde, et sous la sage direction de van Haeften connut une situation florissante.
Jacques Boonen (archevêque), qui avait succédé à Hovius comme archevêque et abbé en 1620, désira faire entrer le monastère dans la nouvelle congrégation de Saint-Vannes, en Lorraine, dont la constitution était plus stricte que celle de Bursfeld. Après quelques hésitations, van Haeften accepta ce changement, et le 18 octobre 1627, il commença son noviciat sous la direction d'un moine de la Congrégation lorraine. Avec huit de ses moines, il fit allégeance à la nouvelle réforme le 25 octobre 1628, et fonda la Congrégation belge de la Présentation de la Bienheureuse Vierge Marie. La nouvelle réforme imposait une abstinence perpétuelle, un lever chaque jour à deux heures du matin, et la jonction du travail manuel et de l'étude. La nouvelle congrégation connut une durée brève. En 1654 l'archevêque de Malines prononçait sa dissolution.
Van Haeften est l'auteur d'un travail savant et minutieux de recherches monastiques sur la vie et la règle de saint Benoît.

## Ses œuvres
- van Haeften, Benedictus (1635), Regia via Crucis (Sainte-Croix)
- van Haeften, Benedictus (1640), Schola cordis (L'École du Cœur)
- van Haeften, Benedictus (1644), Disquisitiones Monasticae (Disquisitions Monastiques)

## Sources
- (en) Cet article est partiellement ou en totalité issu de l’article de Wikipédia en anglais intitulé « Benedictus van Haeften » (voir la liste des auteurs).
- Article Benedict van Haeften de la Catholic Encyclopedia de 1913.